# Чернишенко Микола Миколайович
Микола Миколайович Чернишенко (нар. 23 жовтня 1941, Херсон, Миколаївська область, УРСР — пом. 4 грудня 2019, Херсон, Україна) — радянський український футболіст та тренер, виступав на позиції нападника, майстер спорту СРСР.

## Життєпис
Виріс у херсонському районі Воєнка, у дитинстві ходив на місцевий стадіон «Спартак» дивитися матчі однойменної команди, так захопився футболом. У складі херсонського «Спартака» з кінця 1950-х, дебютував в основній команді 1960 року.
З Херсона призваний до армії, проходив службу в команді СКА з Одеси, у складі якої у 1963 року виграв чемпіонат УРСР, отримав звання майстра спорту та увійшов до списку найкращих футболістів УРСР під №3. Зі СКА був переведений до ЦСКА, за яке в сезоні 1963 року дебютував у вищій лізі в матчі проти московського «Спартака». Після закінчення служби запрошений до «Шахтаря», де за рік відіграв 16 матчів у вищій лізі.
Після цього повернувся до Херсона, де грав за місцевий «Локомотив», капітаном якого й став. 1966 року з командою виграв бронзу чемпіонату УРСР. У нападі грав у парі з Анатолієм Лебедем.
З початку 1970-х тренував юних футболістів у СДЮШОР «Кристал», зокрема виховав Олександра Головка, до останніх днів відвідував дитячі футбольні турніри.

## Досягнення

### Командні
СКА (Одеса)
- Чемпіонат УРСР
  -  Чемпіон (1): 1963[5]

«Локомотив» (Херсон)
- Чемпіонат УРСР
  -  Бронзовий призер (1): 1966[5]

### Особисті
- У списку найкращих футболістів УРСР — №3 у 1963 році